# Parafia Zwiastowania Najświętszej Maryi Panny w Tomaszowie Lubelskim
Parafia Zwiastowania Najświętszej Maryi Panny w Tomaszowie Lubelskim – parafia rzymskokatolicka  należąca do dekanatu Tomaszów-Północ diecezji zamojsko-lubaczowskiej. 
Parafia została utworzona 25 października 1987. Kościół parafialny barokowy, drewniany o konstrukcji zrębowej o dwuwieżowej fasadzie wybudowany w 1627, przebudowany w 1. połowie XVIII wieku, posiada zabytkowe wyposażenie. Mieści się przy ulicy Królewskiej.

## Zasięg parafii
Do parafii należą wierni z części Tomaszowa Lubelskiego oraz z miejscowości: Chorążanka, Dąbrowa Tarnawacka, Dąbrowa Tomaszowska, Górno, Lipka, Majdan Górny, Majdanek, Polesie, Sabaudia, Sabaudia Cegielnia, Wieprzowe Jezioro, Wieprzów Tarnawacki, Wieprzów Ordynacki.